# Рябина американская
Ряби́на америка́нская (лат. Sorbus americana) — вид деревянистых растений рода Рябина (Sorbus) семейства Розовые (Rosaceae), распространённый на северо-востоке Северной Америки.

## Ботаническое описание

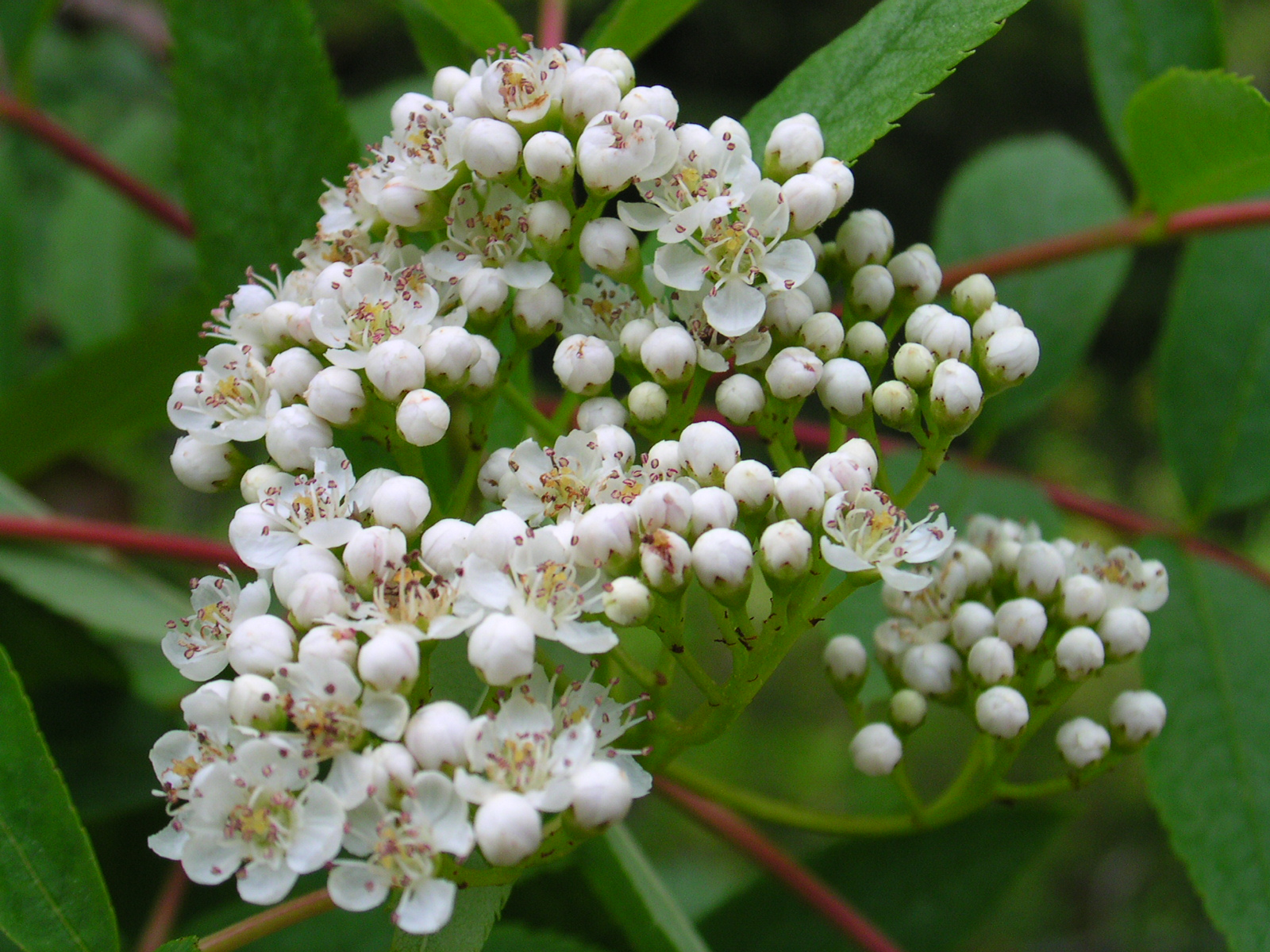
Соцветие

Кустарник или дерево, 4—10 м высотой. Крона густая или изреженная, округлая. Ствол прямой, до 50 см в диаметре. Древесина коричневая, мелковолокнистая, мягкая и хрупкая. Почки войлочные, клейкие. Листья на удлинённых побегах очередные, на укороченных сидят пучками; непарноперистые с 13—17 продолговато-ланцетными, зубчатыми, несколько желобчатыми листочками, сверху они матовые, темно-зелёные, снизу более светлые; осенью становятся ярко-жёлтыми или оранжевыми.
Цветет в мае — начале июня. Цветки белые, с резким запахом; собраны в крупные щитковидные соцветия, 8—15 см в диаметре, расположенные на укороченных побегах; цветоносы голые. Плоды шаровидные или грушевидные, ярко-красные или оранжево-красные, 4—8 мм в диаметре; созревают в сентябре и долго сохраняются на ветвях.
Хромосомное число 2n = 34.

## Хозяйственное значение и применение
Используется как декоративное и плодовое растение. Обильные урожаи рябины повторяются через 1—2 года. Плоды рябины американской съедобные, но на вкус кислые, терпкие и горьковатые, поэтому их лучше использовать в пищу после заморозков, когда их вкус значительно улучшается.

## Таксономия
Sorbus americana Marshall, Arbust. Amer. 145 (1785).

### Синонимы
- Aucuparia americana (Marshall) Nieuwl. (1915)
- Pyrus americana (Marshall) DC. (1825), nom. illeg.
- Pyrus americana (Marshall) Spreng. (1825)